# لازيكا

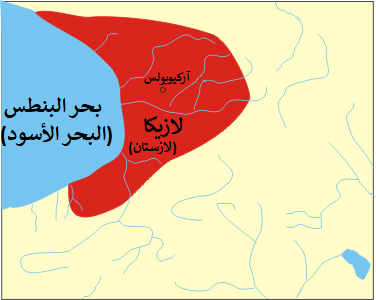
لازيكا-إيغريسي

لازيكا أو إيغريسي (باللغة الجورجية: ეგრისი أو ლაზიკა)، (باللغة اللازية: ლაზიკა)، (باللغة الفارسية: لازستان) اسم جورجي لمنطقة ومملكة قامت في العصور الوسطى في المنطقة الغربية بما يعرف اليوم باسم جورجيا، وهي معروفة باسم لازيكا للبيزنطيين وباسم لازيستان للفرس تبعاً لقبيلة اللاز الذين هيمنوا في وقت ما على هذه المملكة.
ازدهرت المملكة بين القرن السادس قبل الميلاد والقرن السابع بعد الميلاد، وغطت قطعة أرضٍ كانت تابعة للمملكة السابقة كولخيس، والتي تقع اليوم في منطقة أبخازيا. طوال فترة وجود المملكة، كانت تابعة استراتيجيا للبيزنطيين، ووقعت أحياناً تحت حكم الساسانيد الفرس.
في وقت ما من أوائل القرن الرابع، أقيمت أسقفية مسيحية في المملكة. وكان من بين الـ 325 المشاركين في مجمع نيقية، أسقف بيتيونت، ستراتوفيليوس. أول ملك مسيحي لإغريسي كان غوباز الأول، وفي القرن الخامس أصبحت المسيحية ديانة المملكة الرسمية. لاحقاً، تحول النبلاء ورجال الدين في إغريسي من التقاليد الدينية اليونانية إلى الجورجية؛ وأصبحت اللغة الجورجية لغة الثقافة والتعليم.

## أعلام
- هرقلوناس